# تيري ترينت
تيري ترينت (من مواليد 1965) هي امرأة أمريكية - زيمبابويية، اشتهرت دوليا بسبب نجاحها التعليمي.

## خلفيتها ووظيفتها
وُلدت ترينت في قرية زفيباني التابعة لمقاطعة كاروي بإقليم ماشونالاند الغربية. منعت من الذهاب إلى مدرستها المحلية مدرسة ماتاو الابتدائية بسبب الفقر بالإضافة إلى كونها أنثى، في حين أن شقيقها تيناشي وهو طالب غير مبال مُنح الفرصة للحضور. وقد استدعت ترينت فيما بعد الرجال في القرية بما في ذلك والدها وأشارت إلى أولاد القرية قائلة «هؤلاء هم معيل الغد نحتاج إلى تثقيفهم نحن بحاجة لإرسالهم إلى المدرسة».
علّمت ترينت نفسها القراءة والكتابة من كتب أخيها، وبدأت في النهاية في أداء واجباته؛ عندما اكتشف معلمها ذلك (لأن الواجب المنزلي كان أفضل بكثير من العمل الذي قام به شقيقها في المدرسة) توسل إلى والد ترينت للسماح لها بالالتحاق بالمدرسة. ثم التحقت بالمدرسة لفترة قصيرة، ولكن والدها قام بتزويجها وهي في سن صغيرة، وكان لديها ثلاثة أطفال وهي دون الثمانية عشر عامًا وبدون حتى الحصول على دبلوم المدرسة الثانوية، وقام زوجها بضربها بسبب رغبتها في الحصول على التعليم. في عام 1991، قامت جو لاك من مؤسسة هايفر الدولية بزيارة قريتها وسألت كل امرأة عن حلمها الأكبر. قالت ترينت إنها تريد الذهاب إلى أمريكا والحصول على درجة البكالوريوسودرجة الماجستير وفي نهاية المطاف على درجة الدكتوراه. وبتشجيع من والدتها كتبت ترينت هذه الأحلام ووضعت الورقة في علبة من القصدير وقامت بدفنها.
في عام 1998 انتقلت إلى أوكلاهوما مع زوجها وأطفالهم الخمسة. وبعد ثلاث سنوات حصلت على درجة البكالوريوس في التعليم الزراعي. في عام 2003 حصلت ترينت على درجة الماجستير، وقد تم ترحيل زوجها لسوء المعاملة. وبعد ذلك تزوجت من مارك ترينت أخصائي علم الأمراض النباتية الذي التقت به في جامعة ولاية أوكلاهوما. بعد حصولها على كل هذه الدرجات التعليمية عادت إلى زيمبابوي، وأخرجت علبة القصدير التي قامت بدفنها وفحصت كل هدف حققته، واحداً تلو الآخر. في ديسمبر 2009 حصلت ترينت على الدكتوراه من جامعة ميتشيجان الغربية. ونظرت أطروحتها في برامج الوقاية من فيروس نقص المناعة البشرية/الإيدز للنساء والفتيات في أفريقيا جنوب الصحراء الكبرى.
ظهرت قصة حياتها في كتاب نصف السماء عام 2009 للكاتب نيكولاس كريستوف وشيريل وودن، وفي مقتطف من هذا الكتاب الذي نشرته مجلة نيويورك تايمز. وفي وقت لاحق عرضت أوبرا وينفري مقطعًا عن تيري من كتاب نصف السماء في إحدى حلقات برنامجها وأرسلت أوبرا طاقمًا مع ترينت إلى زيمبابوي للتنقيب عن علبة القصدير التي دونت فيها أحلامها. ومنذ حصولها على الدكتوراه عام 2009 حصلت ترينت على التزام لمدة عامين للعمل مع شركة هايفر الدولية.
أيضا في عام 2009 قامت ترينت بإنشاء مؤسسة أسمتها تينوجونا ثم أطلق عليها بعد ذلك اسم تيريراي ترينت الدولية، وقامت هذه المؤسسة ببناء العديد من المدارس في زيمبابوي. في عام 2013 حصلت ترينت على درجة الماجستير في الصحة العامة (علم الأوبئة) من جامعة كاليفورنيا (بركلي).
في مايو 2011 كشفت أوبرا وينفري أن ترينت كانت ضيفتها المفضلة على الإطلاق، كما قامت أوبرا بالتبرع بمبلغ 1.5 مليون دولار حتى تتمكن ترينت من بناء مدرستها الخاصة في قريتها القديمة في زيمبابوي. تم الانتهاء من المدرسة في عام 2014. وفي عام 2015 نشرت ترينت كتابًا للأطفال حول حياتها الخاصة بعنوان «الفتاة التي دفنت أحلامها في علبة»، كما أوضحها جان سبيفي جيلكريست. تم تكريم كتابها للمساعدة الذاتية عام 2017، المرأة المستيقظة: تذكرنا وتشعل أحلامنا المقدسة، كأفضل عمل أدبي تعليمي في حفل توزيع جوائز الرابطة الوطنية لتقدم البشر ذوي البشرة الملونة لعامه التاسع والأربعين مع مقدمة من أوبرا وينفري.